# Jaworznia (gromada 1954–1961)
Jaworznia – dawna gromada, czyli najmniejsza jednostka podziału terytorialnego Polskiej Rzeczypospolitej Ludowej w latach 1954–1972.
Gromady, z gromadzkimi radami narodowymi (GRN) jako organami władzy najniższego stopnia na wsi, funkcjonowały od reformy reorganizującej administrację wiejską przeprowadzonej jesienią 1954 do momentu ich zniesienia z dniem 1 stycznia 1973, tym samym wypierając organizację gminną w latach 1954–1972.
Gromadę Jaworznia z siedzibą GRN w Jaworzni utworzono – jako jedną z 8759 gromad na obszarze Polski – w powiecie kieleckim w woj. kieleckim, na mocy uchwały nr 13c/54 WRN w Kielcach z dnia 29 września 1954. W skład jednostki weszły obszary dotychczasowych gromad Jaworznia, Łaziska, Szczukowice i Janów (bez wsi Dobromyśl) ze zniesionej gminy Piekoszów w tymże powiecie. Dla gromady ustalono 21 członków gromadzkiej rady narodowej.
31 grudnia 1961 gromadę zniesiono, a jej obszar włączono do gromad Białogon (wsie Jaworznia, Stanisławów i Janów, kolonie Gniewce, Garbatówka, Jachów i Jaworznia oraz tereny byłych folwarków Aleksandrów, Władysławów i Nałęczów) i Piekoszów (wsie Łaziska i Szczukowice oraz kolonię Okrąglica).
Uwaga: Gromada Jaworznia (o innym składzie) istniała w powiecie kieleckim także latach 1966–72.